# Mistrzostwa Europy w Lekkoatletyce 1958 – bieg na 100 m mężczyzn

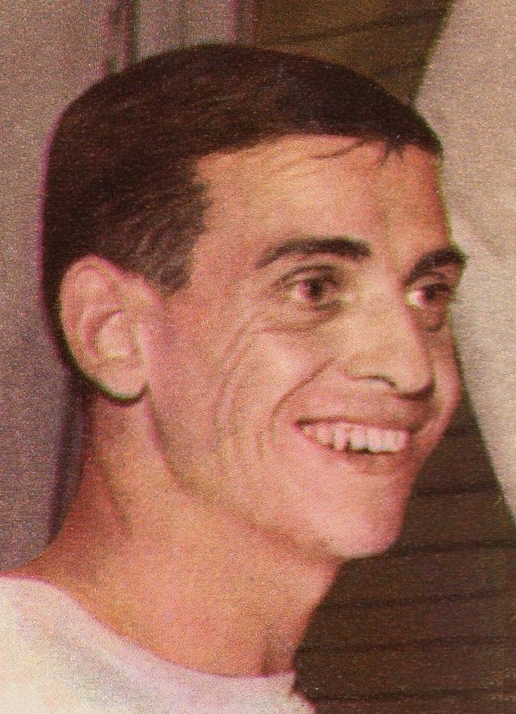
Armin Hary

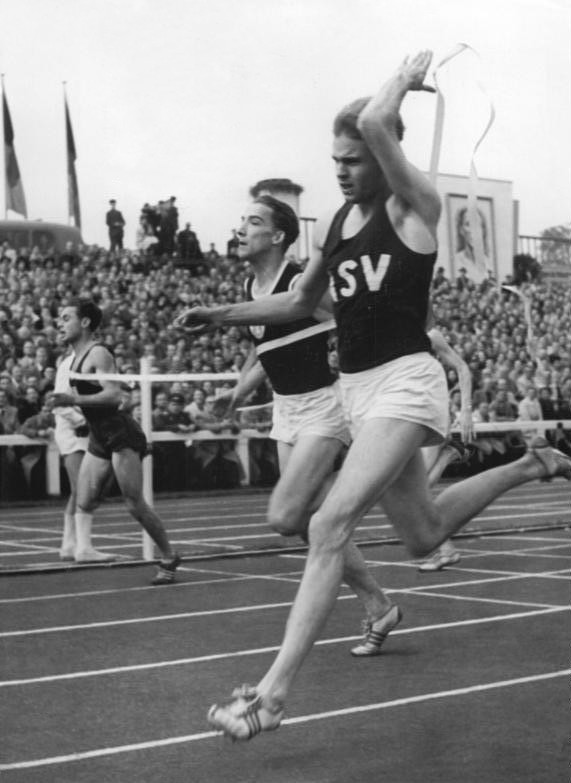
Manfred Germar

Bieg na dystansie 100 metrów mężczyzn był jedną z konkurencji rozgrywanych podczas VI Mistrzostw Europy w Sztokholmie. Biegi eliminacyjne zostały rozegrane 19 sierpnia, a półfinałowe oraz bieg finałowy 20 sierpnia 1958 roku. Zwycięzcą tej konkurencji został reprezentant wspólnej reprezentacji Niemiec Armin Hary. W rywalizacji wzięło udział dwudziestu dziewięciu zawodników z osiemnastu reprezentacji.

## Rekordy
| Rekord świata     | Willie Williams (USA)          | 10,1 | Berlin Zachodni     | 03.08.1956 |
| Rekord Europy     | Emmanuel McDonald Bailey (GBR) | 10,2 | Belgrad, Jugosławia | 25.08.1951 |
| Rekord mistrzostw | Orazio Mariani (ITA)           | 10,4 | Paryż, Francja      | 03.09.1938 |
| Rekord mistrzostw | Wil van Beveren (NED)          | 10,4 | Paryż, Francja      | 03.09.1938 |

## Wyniki

### Eliminacje
Bieg 1
| Miejsce | Zawodnik             | Czas | Uwagi |
| ------- | -------------------- | ---- | ----- |
| 1       | Manfred Germar       | 10,9 | Q     |
| 2       | Livio Berruti        | 10,9 | Q     |
| 3       | Sven-Olof Westlund   | 10,9 | Q     |
| 4       | Nikolaos Georgopulos | 11,1 |       |
| 5       | Hans Wehrli          | 11,4 |       |

Bieg 2
| Miejsce | Zawodnik           | Czas | Uwagi |
| ------- | ------------------ | ---- | ----- |
| 1       | Bjørn Nilsen       | 10,8 | Q     |
| 2       | Heinz Müller       | 10,8 | Q     |
| 3       | Roy Sandstrom      | 10,8 | Q     |
| 4       | Jacques Vercruysse | 10,9 |       |
| 5       | Edward Szmidt      | 11,0 |       |

Bieg 3
| Miejsce | Zawodnik          | Czas | Uwagi |
| ------- | ----------------- | ---- | ----- |
| 1       | Peter Radford     | 10,6 | Q     |
| 2       | Marian Foik       | 10,8 | Q     |
| 3       | Michaił Byczwarow | 11,0 | Q     |
| 4       | Václav Janeček    | 11,1 |       |
| 5       | Aydın Onur        | 11,3 |       |

Bieg 4
| Miejsce | Zawodnik              | Czas | Uwagi |
| ------- | --------------------- | ---- | ----- |
| 1       | Jocelyn Delecour      | 10,4 | Q     |
| 2       | Björn Malmroos        | 10,8 | Q     |
| 3       | Salvatore Giannone    | 10,8 | Q     |
| 4       | Sándor Jakabfy        | 10,9 |       |
| 5       | Richard Schwarzgruber | 11,1 |       |

Bieg 5
| Miejsce | Zawodnik            | Czas | Uwagi |
| ------- | ------------------- | ---- | ----- |
| 1       | Łeonid Barteniew    | 11,0 | Q     |
| 2       | Béla Goldoványi     | 11,1 | Q     |
| 3       | Jan Stesso          | 11,2 | Q     |
| 4       | Hilmar Þorbjörnsson | 11,3 |       |
| 5       | Peter Rasmussen     | 11,3 |       |

Bieg 6
| Miejsce | Zawodnik            | Czas | Uwagi |
| ------- | ------------------- | ---- | ----- |
| 1       | Armin Hary          | 10,7 | Q     |
| 2       | Jurij Konowałow     | 10,7 | Q     |
| 3       | Constantin Lissenko | 10,9 | Q     |
| 4       | Adolf Huber         | 11,0 |       |

### Półfinały
Półfinał 1
| Miejsce | Zawodnik           | Czas | Uwagi |
| ------- | ------------------ | ---- | ----- |
| 1       | Jocelyn Delecour   | 10,6 | Q     |
| 2       | Marian Foik        | 10,7 | Q     |
| 3       | Bjørn Nilsen       | 10,8 |       |
| 4       | Livio Berruti      | 10,8 |       |
| 5       | Heinz Müller       | 10,9 |       |
| 6       | Sven-Olof Westlund | 11,0 |       |

Półfinał 2
| Miejsce | Zawodnik            | Czas | Uwagi |
| ------- | ------------------- | ---- | ----- |
| 1       | Peter Radford       | 10,5 | Q     |
| 2       | Armin Hary          | 10,6 | Q     |
| 3       | Constantin Lissenko | 10,8 |       |
| 4       | Łeonid Barteniew    | 10,8 |       |
| 5       | Jan Stesso          | 11,1 |       |
| 6       | Salvatore Giannone  | 11,1 |       |

Półfinał 3
| Miejsce | Zawodnik          | Czas | Uwagi |
| ------- | ----------------- | ---- | ----- |
| 1       | Manfred Germar    | 10,5 | Q     |
| 2       | Jurij Konowałow   | 10,6 | Q     |
| 3       | Roy Sandstrom     | 10,7 |       |
| 4       | Béla Goldoványi   | 10,7 |       |
| 5       | Björn Malmroos    | 10,8 |       |
| 6       | Michaił Byczwarow | 10,8 |       |

### Finał
| Miejsce | Zawodnik         | Czas  | Uwagi |
| ------- | ---------------- | ----- | ----- |
| 1       | Armin Hary       | 10,35 | CR    |
| 2       | Manfred Germar   | 10,4  |       |
| 3       | Peter Radford    | 10,4  |       |
| 4       | Jocelyn Delecour | 10,5  |       |
| 5       | Jurij Konowałow  | 10,7  |       |
| 6       | Marian Foik      | 10,9  |       |